# Сяо Цінь
Сяо Цінь  (кит.: 蕭 欽, 1 січня 1985) — китайський гімнаст, олімпійський чемпіон.

## Виступи на Олімпіадах
| Олімпіада  | Дисципліна       | Місце              |
| ---------- | ---------------- | ------------------ |
| Афіни 2004 | абсолютний залік | 55                 |
| Афіни 2004 | командний залік  | 5                  |
| Афіни 2004 | вільні вправи    | 56 (кваліфікація)  |
| Афіни 2004 | опорний стрибок  | 58T (кваліфікація) |
| Афіни 2004 | паралельні бруси | 38 (кваліфікація)  |
| Афіни 2004 | перекладина      | 6                  |
| Афіни 2004 | кінь             | 41T (кваліфікація) |
| Пекін 2008 | абсолютний залік | 46 (кваліфікація)  |
| Пекін 2008 | командний залік  | 1                  |
| Пекін 2008 | вільні вправи    | 56 (кваліфікація)  |
| Пекін 2008 | паралельні бруси | 28 (кваліфікація)  |
| Пекін 2008 | перекладина      | 18 (кваліфікація)  |
| Пекін 2008 | кінь             | 1                  |